# Leopold Arends

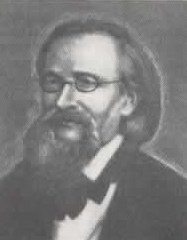
Leopold Arends

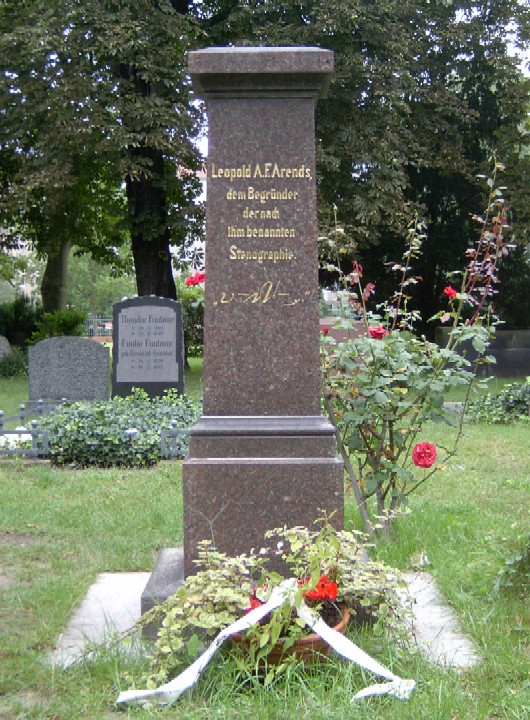
Grab auf dem Friedhof II der Französisch-Reformierten Gemeinde in Berlin-Mitte

Leopold Alexander Friedrich Arends, als Pseudonym auch Arend, (* 22. Novemberjul. / 4. Dezember 1817greg. in Rakyzcy, Gubernium Wilna; † 22. Dezember 1882 in Berlin) war deutscher Stenograf und Systemerfinder.

## Leben

### Herkunft und Familie
Leopold Arends wurde am 1. Dezember 1817 in Rakyzcy, Litauen, geboren. Dort war sein Vater, der aus Braunschweig stammte, Gärtner. 
Im Jahr 1856 heiratete er in Berlin Marie Auguste Emma Gaillard, geborene Hindenberg (* 1820 † 1897). Die Ehe blieb ohne Kinder.

### Werdegang
Nach einer dreijährigen Lehre als Apothekengehilfe machte er in Riga die Gehilfenprüfung. Mit 22 Jahren begann Arends an der Kaiserlichen Universität Dorpat ein Studium der Philosophie, Geschichte sowie Natur- und Sprachwissenschaften. Im Jahr 1841 wurde er Hauslehrer einer kurländischen Adelsfamilie. 1844 ging Arends nach Berlin. Dort betätigte er sich als Schriftsteller. Als sich 1848 die Herzogtümer Schleswig und Holstein gegen Dänemark erhoben, trat Arends einem studentischen Freikorps bei, der jedoch im Folgemonat bereits wieder aufgelöst wurde. 1859 wurde er in den Lehrkörper des neu gegründeten Berliner Handwerkervereins berufen. Leopold Arends verstarb am 22. Dezember 1882 in Berlin.

## Kurzschriftliche Betätigung
Arends beschäftigte sich erstmals Mitte der 1840er Jahre in Berlin mit der Kurzschrift. Nachdem er die Stenografiesysteme Gabelsberger und Stolze studiert hatte, kam er zu der Überzeugung, ein eigenes Kurzschriftsystem zu entwickeln, das keine Verstärkungen von Zeichen durch Druck aufweist und die Selbstlaute als vollständige eigene Zeichen wiedergibt.
Im Jahr 1850 veröffentlichte er die von ihm entwickelte Kurzschrift vorerst lediglich auf sechs lithografierten Vorlageblättern, den Hempelschen Tafeln (Bezeichnung nach dem Berliner Verleger Hempel). Sein vollständiges Lehrbuch „Vollständiger Leitfaden einer rationellen, ebenso leicht erlernbaren, wie sicher auszuführenden Stenographie oder Kurzschrift, für Schulen und zum Selbstunterricht.“ erschien jedoch erst im Jahre 1860. Schließlich veröffentlichte er 1876 ein vollständiges Lehrbuch der Militärstenographie. Diese beiden Lehrbücher erreichten jeweils 21 Auflagen.
1859 gründete Arends einen Stenografenverein in Berlin, wo die Arendssche Stenographie unterrichtet wurde. Es folgten viele weitere Vereinsgründungen an zahlreichen anderen Orten; bereits 1862 gab es 60 Arendssche Vereine mit etwa 1000 Mitgliedern.

## Arendssche Stenographie

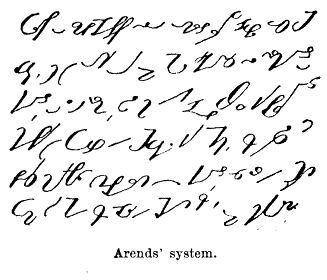
System Arends – Schriftprobe einer Anpassung an die schwedische Sprache

Die Arendssche Stenographie gehört zu den sogenannten selbstlautschreibenden Kurzschriften, d. h., die Selbstlaute werden nicht symbolisch dargestellt, sondern ausgeschrieben.
Die Mitlaute werden größtenteils durch gerade auslaufende Abstriche dargestellt. Des Weiteren gibt es eine symbolische Darstellung einiger Mitlautfolgen. Eine Weiterentwicklung des Arendsschen Systems erfolgte durch Heinrich Roller.
Die Arendssche Kurzschrift wurde auf viele Fremdsprachen übertragen, unter anderem auf die englische, die lateinische, die spanische und die schwedische Sprache.

## Werke
unter dem Namen Leopold Arend:
- Libussens Wahl. Ein dramatisches Gedicht in fünf Akten. Berlin 1844 (Digitalisat bei Google Books).
- Demosthenes oder Hellas’ Untergang. Trauerspiel in fünf Akten. Louis Hirschfeld, Berlin 1848 (Digitalisat, MDZ Bayern).
- Die Stenographie in sechs Lektionen zu erlernen. Berlin 1850.

unter dem Namen Leopold A. F. Arends:
- Vollständiger Leitfaden einer rationellen, ebenso leicht erlernbaren, wie sicher auszuführenden Stenographie oder Kurzschrift, für Schulen und zum Selbstunterricht. Berlin 1860
- Vollständiger Leitfaden einer rationellen, ebenso leicht erlernbaren, wie sicher auszuführenden Stenographie oder Kurzschrift, für Schulen und zum Selbstunterricht, nebst einer in Briefen abgefaßten Darlegung der nothwendigsten Principien zur Erreichung eines Schrift-Ideals oder des eigentlichen schriftlichen Aequivalents der Sprache, auf Grund einer von A. v. Humboldt gewürdigten, diese Principien und die aus ihnen hervorgegangene Stenographie betreffenden Abhandlung. Schulze, Berlin 1863.
- Ueber den Sprachgesang der Vorzeit und die Herstellbarkeit der althebräischen Vocalmusik. Schulze, Berlin 1867 (Digitalisat, MDZ Bayern).
- Eine Festgabe für Gemüth und Verstand. Wallroth, Berlin 1878.